# Paracuellos de Jarama
Paracuellos de Jarama är en kommun i Spanien. Den ligger i den autonoma regionen Madrid, i den centrala delen av landet, 18 km nordost om huvudstaden Madrid. Antalet invånare är 27 238 (2024).